# 中谷一雄
中谷 一雄（なかたに かずお、1898年9月3日 - 1986年12月10日 ）は、日本の経営者。三菱銀行頭取を務めた。

## 来歴・人物
鳥取県出身。府立一中、一高を経て、1922年に東京帝国大学法学部法科を卒業し、同年に三菱銀行に入行した。1950年5月に取締役に就任し、常務、専務を経て、1958年11月に副頭取に就任し、1959年6月には頭取に昇格した。1961年11月から相談役を務め、三菱地所取締役、三菱重工業監査役なども歴任
1968年11月に勲三等旭日中綬章に受章。
1986年12月10日、鎌倉市の自宅で火事により、死去。88歳没。